# (355) Gabriella
(355) Gabriella ist ein Asteroid des mittleren Hauptgürtels, der am 20. Januar 1893 vom französischen Astronomen Auguste Charlois am Observatoire de Nice bei einer Helligkeit von 12,5 mag entdeckt wurde.
Der Asteroid ist benannt zu Ehren von Gabrielle Renaudot Flammarion (1877–1962) in Anerkennung ihres Eifers als Astronomiestudentin und Beobachterin am Observatorium von Juvisy-sur-Orge. Später war sie Chefredakteurin von „L’Astronomie“, Preisträgerin der Académie des sciences de l’Institut de France und Offizierin der Ehrenlegion.
Aufgrund der Bahneigenschaften wird (355) Gabriella zur Astraea-Familie gezählt.

## Wissenschaftliche Auswertung
Aus Ergebnissen der IRAS Minor Planet Survey (IMPS) wurden 1992 Angaben zu Durchmesser und Albedo für zahlreiche Asteroiden abgeleitet, darunter auch (355) Gabriella, für die damals Werte von 22,8 km bzw. 0,24 erhalten wurden. Eine Auswertung von Beobachtungen durch das Projekt NEOWISE im nahen Infrarot führte 2011 zu vorläufigen Werten für den Durchmesser und die Albedo im sichtbaren Bereich von 28,0 km bzw. 0,16. Nachdem die Werte nach neuen Messungen mit NEOWISE 2012 auf 21,7 km bzw. 0,34 geändert worden waren, wurden sie 2014 auf 24,0 km bzw. 0,25 korrigiert.
Spektroskopische Untersuchungen in nahen Infrarot am 5. Juni 2012 mit der Infrared Telescope Facility (IRTF) am Mauna-Kea-Observatorium auf Hawaiʻi erbrachten eine Zusammensetzung der Oberfläche von (355) Gabriella aus etwa 39 % Pyroxen und 61 % Olivin.
Photometrische Messungen des Asteroiden fanden erstmals statt vom 26. Juli bis 1. August 1992 am La-Silla-Observatorium in Chile. Aus der aufgezeichneten Lichtkurve wurde eine Rotationsperiode von 4,830 h bestimmt.
Aus archivierten Daten des Uppsala Asteroid Photometric Catalogue (UAPC) konnte in einer Untersuchung von 2009 für (355) Gabriella zunächst nur eine prograde Rotation mit einer Periode von 4,82899 h abgeleitet werden. Eine Auswertung von archivierten Lichtkurven des United States Naval Observatory in Arizona ermöglichte dann 2011 für ein dreidimensionales Gestaltmodell des Asteroiden die Bestimmung von zwei alternativen Positionen der Rotationsachse mit prograder Rotation und einer Periode von 4,82899 h.
Aus archivierten Lichtkurven und neuen photometrischen Messungen aus dem Zeitraum 2005 bis 2010 an verschiedenen Observatorien, wie dem Observatoire Les Crès in Frankreich, dem Observatorium Borówiec in Polen, dem South African Astronomical Observatory (SAAO) und dem Roque-de-los-Muchachos-Observatorium auf La Palma, konnte in einer Untersuchung von 2012 wieder ein dreidimensionales Gestaltmodell des Asteroiden für zwei alternativen Positionen der Rotationsachse mit prograder Rotation und einer Periode von 4,828994 h bestimmt werden.
Zwischen 2012 und 2018 wurden mit der All-Sky Automated Survey for Supernovae (ASAS-SN) auch photometrische Daten von 20.000 Asteroiden aufgezeichnet. Auf mehr als 5000 davon konnte erfolgreich die Methode der konvexen Inversion angewendet werden, darunter auch (355) Gabriella, für die in einer Untersuchung von 2021 ein verbessertes dreidimensionales Gestaltmodell für zwei alternative Rotationsachsen mit prograder Rotation und einer Periode von 4,82898 h berechnet wurde. Aus archivierten Daten des Asteroid Terrestrial-impact Last Alert System (ATLAS) aus dem Zeitraum 2015 bis 2018 konnte in einer Untersuchung von 2022 mit der Methode der konvexen Inversion eine Rotationsperiode von 4,829 h bestimmt werden.